# Carles Fages de Climent
Carles Fages de Climent est un écrivain, poète et journaliste ampurdan. Né à Figueres le 16 mai 1902, il mourut dans la même ville le 1er octobre 1968. À l'institut de Figueres, il connut Salvador Dalí, en commençant une amitié qui durerait toute leur vie.
Fages de Climent contribua à la création d'un mythe autour de l'Empordà en utilisant cette plaine, tramontane et ses habitants comme base d'une production littéraire abondante : poésie, prose, théâtre et journalisme. Il créa des personnages littéraires comme le cordonnier d'Ordis - comparable, selon Eugeni d'Ors au Don Quichotte de Cervantès. Il contribua également d'une manière décisive à conférer des symboliques précises à certains villages de l'Empordà : Llers, terre de sorcières ; Vilasacra, capitale du monde.

## Fages de Climent et Dalí
Fages collabora plusieurs fois avec son ami d'enfance et camarade d'école Salvador Dalí, qui illustra en 1924 son premier livre alors que le peintre était encore inconnu. Ce fut le poème de Fages de Climent, en langue catalane Les Bruixes de Llers (Les sorcières de Llers). Il illustra par la suite un autre livre de Fages de Climent, La balada d’el sabater Ordis (la ballade du Cordonnier d'Ordis  - 1954), et en écrivit l'épilogue. Enfin, ils travaillèrent ensemble à l'occasion de l'hommage que la ville de Figueres rendit en 1961 à Salvador Dalí. Ils écrivirent « Le triomphe et la rime de Gala et Dalí », œuvre qui présente un résumé fidèle des mythes, des obsessions et de l'iconographie de Salvador Dalí. Le texte est une biographie poétique du peintre et les illustrations fournissent une synthèse brillante de toute la symbologie dalinienne. On y trouve entre autres les horloges, les montres molles, les fourmis, l'Angélus de Millet, le cordonnier d'Ordis, et les artistes référents Daliniens : Picasso et Gaudí.
Le tableau de Dalí el Crist de la Tramontana (le Crist de la tramontane), exposé au Teatre-Museu Gala Salvador Dalí fut peint par Salvador Dalí en hommage à Fages de Climent lors de sa mort, en allusion à l'un des poèmes les plus populaires du poète, Oració al Crist de la tramontana (prière au Christ de la Tramontane).